# 賴氏玉柔
賴氏玉柔（越南语：／，?—?），越南鄭阮紛爭時期第二任鄭主鄭松的王妃。
賴氏玉柔是宋山县光朗社人，是谨礼公賴世卿的女兒。她的母亲太夫人黄氏绥，雷阳县海沥社人，是少傅兰郡公的女儿，随母姓黄氏。賴氏玉柔是鄭松的正妃，生右相信礼公郑橚。某年九月十九日，賴氏玉柔去世，諡慈惠，葬于雷阳县海沥社。